# Clifford Curzon
Clifford Curzon (né le 18 mai 1907 à Londres et mort le 1er septembre 1982) est un pianiste classique de nationalité britannique.

## Repères biographiques
Il fut détecté comme pianiste prometteur au moment de l'adolescence. Encore très jeune, il fut nommé à la Royal Academy of Music comme professeur de piano adjoint. Il reçut un véritable choc en allant écouter un récital du pianiste allemand Artur Schnabel à Londres. C'est alors qu'il mit fin à ses engagements en Grande-Bretagne pour aller étudier avec Artur Schnabel à  Berlin de 1928 à 1930. Ensuite, il étudia avec Nadia Boulanger et la claveciniste Wanda Landowska à Paris, à partir de 1930.
Il interpréta particulièrement les œuvres de Mozart, Schubert, Brahms et Beethoven. Il a enregistré presque exclusivement pour le label Decca.
Parmi les chefs d'orchestre avec lesquels il travailla, on peut citer Rafael Kubelik quand celui-ci dirigeait l'orchestre de la Radio Bavaroise, Benjamin Britten, István Kertész, George Szell, Pierre Boulez (avec le BBC Symphony Orchestra).
En 1977, il est fait chevalier par la reine Élisabeth II.

## Critiques musicales
Dans Beethoven ou dans Mozart, « le jeu de Curzon est [...] un modèle de grâce classique et d'équilibre aristocratique [...] sa sonorité étonne constamment par sa qualité chantante, même dans les passages les plus dépouillés de l'aérien mouvement lent [du Concerto pour piano n°5 de Beethoven]. » 
Extrait de la revue Gramophone sur un enregistrement des concertos pour piano de Mozart: « Quand on entend Mozart joué ainsi, on réalise à quel point la plupart des autres interprétations sont superficielles »
Extrait de la revue Gramophone à propos de son enregistrement du premier concerto de Brahms: « Curzon s'est surpassé et a donné l'interprétation de sa vie...une magnifique version, immortalisée à juste titre »
Extrait du Grove Dictionary of Music and Musicians: « Dans les mouvements lents des concertos du Mozart mûr.....une combinaison exceptionnelle d'énergie et de calme Olympien lui a valu le titre pratiquement incontesté de "plus grand mozartien vivant"... »

## Anecdotes
Extrait d'une lettre envoyée le 10 décembre 1967 à son nouveau producteur chez Decca, Ray Minshull, après des séances d'enregistrement de concertos pour piano de Mozart:
« Votre très aimable lettre, écrite après nos premières séances d'enregistrement ensemble, m'a donné un bon coup de fouet (je suis toujours profondément déprimé par ces rendez-vous avec la postérité). »

## Discographie
Nombreux enregistrements, dont :
- Brahms : Concerto pour piano n°2, avec l'Orchestre philharmonique de Vienne dirigé par Hans Knappertsbusch, enregistré en 1957.
- Brahms : Concerto pour piano n°1, avec l'Orchestre symphonique de Londres dirigé par George Szell, enregistré en mai 1962. Disque CD Decca 466 376-2.
- Mozart : Concertos pour piano n° 20, 23, 24, 26, 27, enregistrés entre 1967 et 1970. Disques CD Decca 468 492-2 et 468 493-2.
- Beethoven : Concerto pour piano n°5 et Mozart : Concerto pour piano n° 26, avec le BBC Symphony Orchestra dirigé par Pierre Boulez, enregistrés en concert au Royal Festival Hall de Londres en 1971 (Beethoven) et 1974 (Mozart). Disque CD BBC Music BBCL 4020-2.
- Complete Recordings : Clifford Curzon Edition. Disques CD Decca 478 4389, 23 CD + 1 DVD